# Leucodon morrisonensis
Leucodon morrisonensis là một loài Rêu trong họ Leucodontaceae. Loài này được Nog. mô tả khoa học đầu tiên năm 1936.